# Мон-Сен-Леже
Мон-Сен-Леже́ (фр. Mont-Saint-Léger) — коммуна во Франции, находится в регионе Франш-Конте. Департамент — Верхняя Сона. Входит в состав кантона Дампьер-сюр-Салон. Округ коммуны — Везуль.
Код INSEE коммуны — 70369.

## География
Коммуна расположена приблизительно в 290 км к юго-востоку от Парижа, в 50 км севернее Безансона, в 28 км к западу от Везуля.
Вдоль западной и северной границы коммуны протекает река Гуржона, правый приток Соны.

## Население
Население коммуны на 2010 год составляло 65 человек.
| 1962 | 1968 | 1975 | 1982 | 1990 | 1999 | 2010 |
| ---- | ---- | ---- | ---- | ---- | ---- | ---- |
| 100  | 120  | 94   | 94   | 73   | 65   | 65   |

## Администрация
| Период | Период | Фамилия           | Партия | Примечания |
| ------ | ------ | ----------------- | ------ | ---------- |
| 1995   | 2008   | Жан-Мари Эстьенне |        |            |
| 2008   | 2014   | Жоэль Гарнери     |        |            |

## Экономика

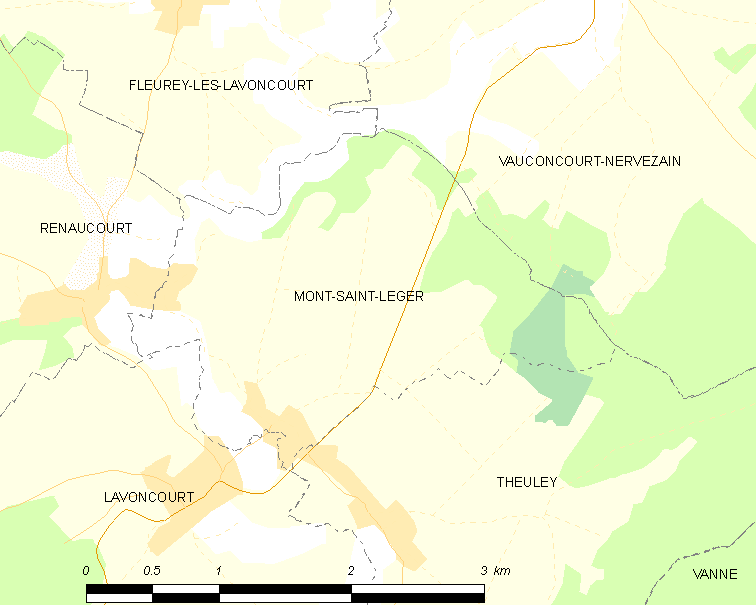
Карта коммуны

В 2010 году среди 33 человек трудоспособного возраста (15—64 лет) 27 были экономически активными, 6 — неактивными (показатель активности — 81,8 %, в 1999 году было 67,5 %). Из 27 активных жителей работали 21 человек (12 мужчин и 9 женщин), безработными было 6 (2 мужчин и 4 женщины). Среди 6 неактивных 0 человек были учениками или студентами, 4 — пенсионерами, 2 были неактивными по другим причинам.